# Bozzetto non troppo
Bozzetto non troppo è un film documentario del 2016 diretto da Marco Bonfanti.

## Trama
Il film racconta la storia, la quotidianità, il lavoro e la vita del celebre regista d'animazione Bruno Bozzetto.

## Distribuzione
Presentato in concorso alla 73ª edizione della Mostra del Cinema di Venezia il 9 settembre 2016 nella sezione Venezia Classici, in Italia è uscito nelle sale cinematografiche il 14 ottobre 2016 distribuito da Istituto Luce Cinecittà.
Inoltre è stato candidato in cinquina al Nastro d'argento come miglior documentario.

## Curiosità
Nel film fanno una breve apparizione John Lasseter, direttore creativo e fondatore della Pixar Animation Studios, e Nick Park della Aardman Animations.